# Oddział Wojewódzki ZOSP RP Województwa Warmińsko-Mazurskiego w Olsztynie
Oddział Wojewódzki ZOSP RP Województwa Warmińsko-Mazurskiego w Olsztynie – jeden z oddziałów wojewódzkich Związku Ochotniczych Straży Pożarnych Rzeczypospolitej Polskiej. Pod patronatem tego oddziału działa 526 Ochotniczych Straży Pożarnych

## Władze

### Zarząd Wojewódzki Związku OSP RP - kadencja 2022-2027[2]
Prezes:
- Gustaw Marek Brzezin

Wiceprezesi:
- Ryszard Janusz, Sylwia Jaskulska, Radosław Król, Andrzej Ochlak, Jacek Protas

Sekretarz:
- Grzegorz Matczyński

Prezydium Zarządu:
- Ryszard Harasim, Julian Lemiech, Mariusz Semenowicz, Karol Szablak

Członkowie Zarządu:
- Andrzej Abako, Andrzej Bezdziecki, Adam Ciosek, Mirosław Cudowski, Arkadiusz Dobek, Jerzy Gołembiewski, Krzysztof, Harmaciński, Waldemar Iwankowski, Krzysztof Iwanow, Michał Kamieniecki, Tomasz Kwietniewski, Maciej Micielski, Agnieszka Nagraba, Jan Narewski, Piotr Rakoczy, Tomasz Sielicki, Zbigniew Stasiłojć, Władysław Świeczkowski

### Zarząd Wykonawczy Oddziału Wojewódzkiego
Dyrektor
- Maciej Jasiński